# Luzula confusa
Luzula confusa là một loài thực vật có hoa trong họ Juncaceae. Loài này được Lindeb. mô tả khoa học đầu tiên năm 1855.

## Hình ảnh

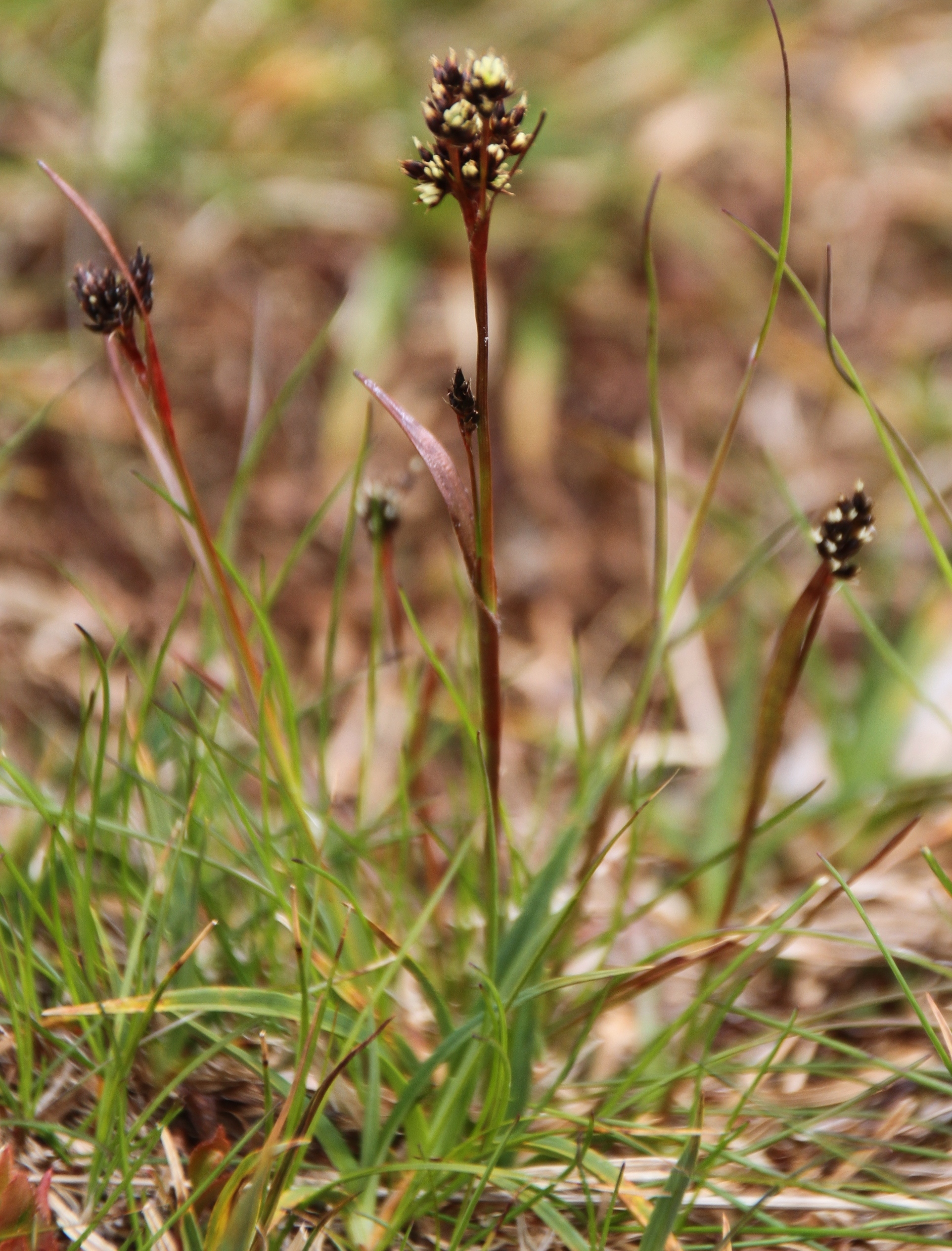